# Murillo el Cuende
Pour les articles homonymes, voir Murillo.
Murillo el Cuende est une ville et une commune de la communauté forale de Navarre (Espagne).
Elle est située dans la zone non bascophone de la province, dans la mérindade d'Olite, et à 50 km de sa capitale, Pampelune. Le castillan est la seule langue officielle alors que le basque n’a pas de statut officiel.
Elle a été repeuplée vers 1500.

## Démographie
| Village                          | 1860 | 1900 | 1970 | 1991 |
| -------------------------------- | ---- | ---- | ---- | ---- |
| Murillete                        | 224  | 251  | 153  | 82   |
| Municipio                        | 458  | 369  | 620  | 648  |
| Sources : Wikipédia en espagnol. |      |      |      |      |

| Évolution démographique                                             | Évolution démographique | Évolution démographique | Évolution démographique | Évolution démographique | Évolution démographique | Évolution démographique | Évolution démographique | Évolution démographique | Évolution démographique | Évolution démographique |
| 1996                                                                | 1998                    | 1999                    | 2000                    | 2001                    | 2002                    | 2003                    | 2004                    | 2005                    | 2006                    | 2007                    |
| ------------------------------------------------------------------- | ----------------------- | ----------------------- | ----------------------- | ----------------------- | ----------------------- | ----------------------- | ----------------------- | ----------------------- | ----------------------- | ----------------------- |
| 669                                                                 | 659                     | 672                     | 649                     | 649                     | 633                     | 650                     | 657                     | 666                     | 657                     | 648                     |
| Sources : Murillo el Cuende et Instituto de estadística de Navarra. |                         |                         |                         |                         |                         |                         |                         |                         |                         |                         |

### Sources
- (es) Cet article est partiellement ou en totalité issu de l’article de Wikipédia en espagnol intitulé « Murillo el Cuende » (voir la liste des auteurs).